# Фрейзер, Джон Аллен
Джон Аллен Фрейзер (15 декабря 1931, Иокогама, Япония — 7 апреля 2024) — канадский юрист и государственный деятель. Министр в консервативных правительствах Джо Кларка и Брайана Малруни, спикер Палаты общин Канады (1986—1994), офицер ордена Канады (1990 и 1995).

## Биография
Родился в 1931 году в Иокогаме в семье Кларенса и Лотти Фрейзер. Отец, агент по продаже леса, находился в Японии по делам фирмы H. R. MacMillan Export. В 1934 году семья вернулась в Канаду, где поселилась в Ванкувере. В 1950—1951 годах служил в канадских войсках связи, после двухлетних офицерских курсов получил назначение офицером в 1-й батальон Канадских горцев 27-й бригады, расквартированный в Германии. С 1954 года в резерве в составе полка Сифортских горцев Канады и Канадского шотландского полка. В 1994 году почётный подполковник, в дальнейшем почётный полковник Сифортских горцев.
Высшее образование получил в школе права Университета Британской Колумбии, которую окончил в 1954 году. Студенческую практику проходил в Виктории; после короткого периода работы в этом городе присоединился к филиалу ванкуверской адвокатской фирмы «Джестли, Моррисон и компания» в городе Пауэлл-Ривер и в 1959 году перешёл в головной офис фирмы в Ванкувере. В 1961 году принял предложение о переходе в фирму «Ладнер-Даунс». В 1959 году познакомился и в 1960 году женился на Кэти Финдли, уроженке Карлтон-Плейса (Онтарио).
Активно участвовал в политической жизни как член Прогрессивно-консервативной партии. В 1968 году участвовал в выборах в Палату общин по округу Ванкувер-Юг, но проиграл. В 1972 году выиграл выборы в этом же округе и переизбирался от него в Палату общин в 1974, 1979, 1980, 1984 и 1988 годах. В годы пребывания консерваторов в оппозиции занимал в теневом кабинете посты критика по вопросам окружающей среды, труда, почтовой связи, управления генерального солититора и рыбной ловли. Проявлял глубокий интерес к вопросам эксплуатации природных ресурсов (включая рыбные и лесные) и охраны окружающей среды.
В 1979—1980 годах в правительственном кабинете Джо Кларка совмещал посты главного почтмейстера и министра окружающей среды. Во главе министерства окружающей среды разработал вместе с коллегами из США план предотвращения наводнений в Британской Колумбии путём строительства плотины на реке Скаджит в штате Вашингтон. После возвращения консерваторов к власти в 1984 году назначен министром рыболовства и океанов в правительстве Брайана Малруни. В период руководства министерством инициировал подписание с США Договора о тихоокеанских лососёвых (англ. Pacific Salmon Treaty), но уже в 1985 году был вынужден подать в отставку. Это было связано с конфликтом министра с инспектором по здравоохранению вокруг объявлении большого количества тунцового мяса непригодным в пищу.
В 1986 году Палата общин Канады впервые избирала своего спикера прямым тайным голосованием; до этого члены палаты традиционно утверждали кандидатуру, предложенную премьер-министром. После 11 раундов голосования победу одержал Джон Фрейзер, ставший таким образом первым демократически избранным спикером Палаты общин, победив в общей сложности 38 соперников. На этом посту он хорошо себя проявил и в 1988 году был переизбран на новый срок. В должности спикера способствовал созданию програмы парламентской кооперации с Центральной и Восточной Европой, управления публичной информации Палаты общин и природоохранной программы Палаты общин, известной как Greening the Hill. В качестве спикера также учредил комиссию по людям с ограниченными возможностями, задачей которой было обеспечение равных возможностей трудоустройства и доступа для таких людей в канадском парламенте.
В 1993 году не стал участвовать в очередных парламентских выборах и в январе 1994 года освободил пост спикера. В том же году назначен послом Канады по вопросам окружающей среды и оставался в этой должности до 1998 года. С октября 1997 года член Национальной наблюдательной комиссии министра обороны по реформам (англ. National Defence Minister's Monitoring Committee on Change). На протяжении 12 лет (до 2007 года) входил в совет директоров Pacific Salmon Foundation.
Овдовел в 2019 году. Скончался в Ванкувере в апреле 2024 года в возрасте 92 лет от осложнений на фоне сердечной и почечной недостаточности, оставив после себя трёх дочерей.

## Признание заслуг
Джон Фрейзер произведён в офицеры ордена Канады в 1990 году. Повторное производство состоялось в 1995 году. Он также является кавалером ордена Британской Колумбии и удостоен знака отличия Вооружённых сил Канады и звания королевского адвоката. Почётный профессор Пекинского медицинского университета (1992), почётный доктор Университета Саймона Фрейзера, Университета Святого Лаврентия (1999) и Университета Британской Колумбии (2004).